# Datowanie metodą archeomagnetyczną
Datowanie metodą archeomagnetyczną, in. metoda paleomagnetyczna – metoda datowania względnego kalibrowanego opierająca się na dwóch zjawiskach:
- zmiany kierunku linii pola magnetycznego
- zapamiętaniu natężenia pola magnetycznego i jego kierunku w cząsteczkach tlenków żelaza poddanych wysokim temperaturom (glina jest poddawana wysokim temperaturom w procesie wypału ceramiki).

Datowanie archeomagnetyczne polega na zmierzeniu orientacji i natężenia pola magnetycznego w obrębie niezaburzonych obiektów archeologicznych, takich jak paleniska i piece; następnie dokonuje się porównania otrzymanych wyników z tabelami dawnych orientacji magnetycznych w danym regionie, co pozwala określić absolutny wiek obiektu.
Zawarte w glinie cząsteczki tlenków żelaza układają się na stałe zgodnie z orientacją i natężeniem ziemskiego pola magnetycznego w momencie studzenia po wypalaniu (temperatura Curie). Dzięki porównaniu  kierunku linii pola magnetycznego w przedmiotach glinianych wydatowanych bezwzględnie można wydatować znaleziska. Sekwencje chronologiczne muszą być oddzielne dla poszczególnych regionów w związku ze zmiennością ziemskiego pola magnetycznego. Aby ta metoda była przydatna, obiekt datowany musi znajdować się dokładnie w tym samym miejscu, w którym był poddany działalności ognia, ponieważ trzeba bardzo precyzyjnie wyznaczyć orientacje względem geograficznej północy.
Archeomagnetyzm opiera się na zjawisku zmian pola magnetycznego Ziemi, które przemieszcza się horyzontalnie (co wyraża się w postaci kąta deklinacji) i wertykalnie (kąt inklinacji). Przebieg tych zmian na przestrzeni kilku ostatnich stuleci został określony na podstawie wskazań kompasów, zapisanych w źródłach historycznych. Znajomość zmian pola magnetycznego można rozciągnąć w przeszłości dzięki analizie niektórych minerałów, takich jak glina, zawierających cząsteczki żelaza, które ustawiają się względem bieguna magnetycznego tak jak kompas. Ma to miejsce wtedy, gdy glinę ogrzewa się powyżej punktu Curie, czyli temperatury, w której cząsteczki tracą swą orientację magnetyczną. Gdy minerał stygnie, w glinie zostaje "zamrożone" nowe pole magnetyczne. Tak więc, jeżeli próbka wypalonej gliny nie została ruszona z miejsca, zachowa inklinację i deklinację z czasu, kiedy została ogrzana. Wykorzystując próbki wypalonej gliny o znanym wieku, np. paleniska wydatowane przez metodę radiowęglową, archeolodzy odnajdują dawne położenie bieguna magnetycznego. Gdy przeanalizuje się wystarczającą ilość datowanych próbek wypalonej gliny, zmiany w inklinacji i deklinacji będą mogły być porównane ze skalą czasową. W ten sposób nowo odkryte próbki wypalonej gliny będą mogły być datowane bezpośrednio, wyłącznie przy użyciu danych archeomagnetycznych.
Metodą tą można datować ceramikę pozostawioną w piecu garncarskim, przepaloną na skutek pożaru polepę, czy wyłożone gliną palenisko.